# Redhill (Surrey)
Pour les articles homonymes, voir Redhill.
Redhill est une ville du Surrey en Angleterre, située au sud de Londres. Il n'y a aucune séparation verte avec Reigate et elle faisait traditionnellement partie de cette ville.
La population était de 25 751 habitants en 2001.
La ville est assez verte avec de jolis petits parcs et des collines faibles.
Les bâtiments, commerciaux et résidentiels, sont relativement esthétiques, notamment de grands bureaux professionnels. La connexion via le tunnel ferroviaire à Croydon est souvent inférieure à 15 minutes, celle à Londres est environ le double.
Il y a des vues lointaines des North Downs au nord et une chaîne de villages à l'est et à l'ouest très populaires parmi les cyclistes. Les sports — football, rugby et cricket — ainsi qu'un centre de loisirs et des salles de fitness existent dans la ville.
Les liaisons ferroviaires vers l'ouest jusqu'à Guildford sont bonnes et un changement de train est nécessaire pour aucune liaison avec Maidstone de presque une heure (surprenant compte tenu du chemin direct). Les connexions à l'aéroport de Londres Gatwick par la route et le rail sont très bonnes.
Traditionnellement, cette partie orientale de la double ville était assez dépendante de l'industrie dont seuls les services publics essentiels et l'entretien ménager et assimilés laissent une trace. Il semble qu'un autre effet soit que le logement et les jardins sensiblement plus grands soient d'habitude vers la périphérie de la ville, ces-ci étant une proportion plus importante à Reigate, malgré les liaisons ferroviaires plus lentes de Reigate. Il existe une zone de ce qui reste fréquemment des logements sociaux au nord-est mais pas de grande hauteur.

## Personnalités
- Etta Lemon (1860-1953), protectrice des oiseaux.
- Nick Hornby (1957-), écrivain.